# 莫爾巴赫河
52°10′57″N 8°32′18″E / 52.18250°N 8.53833°E
莫爾巴赫河（德語：Moorbach），是德國的河流，位於該國西部，處於北萊茵-威斯特法倫州，屬於韋爾芬巴赫河的左支流，河道全長3.3公里，流域面積5.6平方公里。